# Baeotis bacaenita
Baeotis bacaenita is een vlindersoort uit de familie van de prachtvlinders (Riodinidae), onderfamilie Riodininae.
Baeotis bacaenita werd in 1902 beschreven door Schaus.